# Physiculus argyropastus
Physiculus argyropastus är en fiskart som beskrevs av Alcock, 1894. Physiculus argyropastus ingår i släktet Physiculus och familjen Moridae. Inga underarter finns listade i Catalogue of Life.